# Walter Kitchen
Walter Kitchen (né le 18 décembre 1912 à Toronto et mort le 18 juillet 1988) est un joueur canadien de hockey sur glace. Lors des Jeux olympiques d'hiver de 1936, il remporte la médaille d'argent.

## Palmarès
- Médaille d'argent aux Jeux olympiques de Garmisch-Partenkirchen en 1936